# Міньяр
Мінья́р — місто (з 1943 року) в Росії, районного підпорядкування Ашинського району Челябінської області. Населення складає 9652 осіб (2015).
Місто розташоване в мальовничому місці злиття річок Міньяр і Сім в західній частині Південного Уралу, за 350 км від Челябінська, за 125 км від Уфи по автодорозі.
Підприємства — ТОВ «Волготрансстройкомплект-Біянка» (щебеневий завод), ТОВ «Міньярський кар'єр» (щебеневий кар'єр), Міньярська філія ТОВ «Уральський механічний завод».
Залізнична станція на гілці Уфа-Челябінськ.
Популярний гірськолижний центр (3 підйомника, кілька трас, можливості для фрірайду). Затишно і з комфортом можна розміститися як на ГЛЦ (гірськолижний центр), так і в приватному секторі. Вільний доступ як по залізничних коліях, так і автотранспортом.

## Походження назви
1 версія. Свою назву місто отримало від башкирської назви річки Міньяр (башк. Меңъяр, тисяча обривів (мең — «тисяча», яр — «берег»)).

## Історія
У «Золотій книзі» сімських гірських інженерів і техніків народження Міньярського Заводу зв'язується з наступними даними: "Симбірські купці і промисловці І. Б. Твердишев і І. С. Мясников слідом за заснуванням мідеплавильних заводів, розвідавши багаті родовища залізних руд, засновують в 1775 році першу чавуноливарний завод Катав-Іванівський, потім в 1758 році Усть-Катавський переробний завод, в 1761 році Сімскій доменний, в 1771 році Міньярський переробний ". Та ж дата, тобто 1771, вказується в книзі златоустовських краєзнавців В. Швецова і К. Петрова «Про розвиток та заснування заводів Сімського гірничого округу». В Оренбургському обласному державному архіві зберігається Указ Берг-колегії від 6 травня 1771, виданий у відповідь на прохання симбірського промисловця Мясникова про дозвіл на споруду залізноробного заводу на місці злиття річок Сім і Миньяр, за 17 верст від Сімського заводу. У «Збірнику статистичних зведенні по Уфімської губернії» том X сказано: «Заводи гірничозаводської зони Південного Уралу розпадалися на 2 великі групи: Сімська група з Сімським доменним заводом і поселенням при ньому виниклому в 1761 році і Міньярський переробний з поселенням при ньому виниклому в 1771 р. У другу групу увійшли Катав-Іванівський (засн. в 1755 р) і Юрюзань-Іванівський (засн. в 1758 р)».
Датою виникнення поселення Миньяр слід вважати 1771 рік, а 1784 є датою введення в лад Міньярського залізоробного заводу.

## Населення
| 1931    | 1939    | 1959    | 1967    | 1970    | 1979    | 1989    |
| ------- | ------- | ------- | ------- | ------- | ------- | ------- |
| 6500    | ↗9800   | ↗15 389 | ↗16 000 | ↘13 512 | ↘12 486 | ↗12 930 |
| 1992    | 1996    | 1998    | 2002    | 2003    | 2005    | 2006    |
| ↗13 000 | ↘12 500 | ↘12 200 | ↘11 032 | ↘11 000 | ↘10 600 | ↘10 400 |
| 2007    | 2008    | 2009    | 2010    | 2011    | 2012    | 2013    |
| ↘10 300 | ↗10 407 | ↘10 180 | ↗10 194 | ↘10 141 | ↘10 037 | ↘9940   |
| 2014    | 2015    | 2016    | 2017    |         |         |         |
| ↘9766   | ↘9652   | ↘9459   | ↘9342   |         |         |         |

## Пам'ятки
В районі вокзалу Миньяра знаходиться пам'ятник природи Челябінської області Червона скеля. З неї відкривається гарний краєвид на селище «Новобудова» в Міньярі.